# World Series of Poker 1983
 (juillet 2025).
La mise en forme du texte ne suit pas les recommandations de Wikipédia : il faut le « wikifier ».
Les points d'amélioration suivants sont les cas les plus fréquents. Le détail des points à revoir est peut-être précisé sur la page de discussion.
- Les titres sont pré-formatés par le logiciel. Ils ne sont ni en capitales, ni en gras.
- Le texte ne doit pas être écrit en capitales (les noms de famille non plus), ni en gras, ni en italique, ni en « petit »…
- Le gras n'est utilisé que pour surligner le titre de l'article dans l'introduction, une seule fois.
- L'italique est rarement utilisé : mots en langue étrangère, titres d'œuvres, noms de bateaux, etc.
- Les citations ne sont pas en italique mais en corps de texte normal. Elles sont entourées par des guillemets français : « et ».
- Les listes à puces sont à éviter, des paragraphes rédigés étant largement préférés. Les tableaux sont à réserver à la présentation de données structurées (résultats, etc.).
- Les appels de note de bas de page (petits chiffres en exposant, introduits par l'outil «  Source ») sont à placer entre la fin de phrase et le point final[comme ça].
- Les liens internes (vers d'autres articles de Wikipédia) sont à choisir avec parcimonie. Créez des liens vers des articles approfondissant le sujet. Les termes génériques sans rapport avec le sujet sont à éviter, ainsi que les répétitions de liens vers un même terme.
- Les liens externes sont à placer uniquement dans une section « Liens externes », à la fin de l'article. Ces liens sont à choisir avec parcimonie suivant les règles définies. Si un lien sert de source à l'article, son insertion dans le texte est à faire par les notes de bas de page.
- La présentation des références doit suivre les conventions bibliographiques. Il est recommandé d'utiliser les modèles {{Ouvrage}}, {{Chapitre}}, {{Article}}, {{Lien web}} et/ou {{Bibliographie}}. Le mode d'édition visuel peut mettre en forme automatiquement les références.
- Insérer une infobox (cadre d'informations à droite) n'est pas obligatoire pour parachever la mise en page.

Pour une aide détaillée, merci de consulter Aide:Wikification.
Si vous pensez que ces points ont été résolus, vous pouvez retirer ce bandeau et améliorer la mise en forme d'un autre article.
Résultats des World Series of Poker 1983.

## Résultats
| Tournoi                      | Vainqueur               | Prix     | Finaliste       |
| ---------------------------- | ----------------------- | -------- | --------------- |
| $2,500 Ace to Five Draw      | David Angel             | $46,250  | Mike Cox        |
| $1,500 No Limit Hold'em      | David Baxter            | $145,500 | Richard Klamian |
| $1,000 Seven Card Stud Split | Artie Cobb              | $52,000  | David Singer    |
| $800 Mixed Doubles           | Jim Doman & Donna Doman | $10,000  | Unknown         |
| $1,000 Seven Card Stud       | Ken Flaton              | $62,000  | Stu Ungar       |
| $500 Ladies' Seven Card Stud | Carolyn Gardner         | $16,000  | Kim Bye         |
| $1,000 No Limit Hold'em      | Buster Jackson          | $124,000 | Rick Hamil      |
| $2,500 Match Play            | Berry Johnston          | $40,000  | Ray Zee         |
| $1,000 Seven Card Razz       | John Lukas              | $43,000  | Buddy McIntosh  |
| $1,000 Limit Hold'em         | Tom McEvoy              | $117,000 | Donnacha O'Dea  |
| $1,000 Limit Omaha           | David Sklansky          | $25,500  | Perry Green     |
| $1,000 Ace to Five Draw      | Don Todd                | $49,500  | Richard Stone   |
| $5,000 Seven Card Stud       | Stu Ungar               | $110,000 | Dewey Tomko     |

## Table Finale du Main Event
| Place | Nom                           | Prix     |
| ----- | ----------------------------- | -------- |
| 1er   | Tom McEvoy                    | $540,000 |
| 2e    | Rod Peate                     | $216,000 |
| 3e    | Doyle Brunson                 | $108,000 |
| 4e    | Carl McKelvey                 | $54,000  |
| 5e    | Robert Geers                  | $54,000  |
| 6e    | Donnacha O'Dea                | $43,200  |
| 7e    | 'Austin Squatty' John Jenkins | $21,600  |
| 8e    | R.R. Pennington               | $21,600  |
| 9e    | George Huber                  | $21,600  |